# Светлана (компания)
«Светлана» (до 1992 года — Ленинградское объединение электронного приборостроения «Светлана») — советский и российский холдинг, занимающийся разработкой и выпуском мощных электровакуумных приборов и изделий микроэлектроники.
В ПАО «Светлана» входило пять дочерних предприятий, разработка и производство продукции в которых осуществляется по полному циклу «исследование — разработка — производство — реализация».
Продукция предприятия используется в аппаратуре радиосвязи, радиолокации, телевидения, досмотровой техники, медицине, бытовой техники. Более 20 % продукции ПАО «Светлана» поставляется на экспорт.

## Расположение

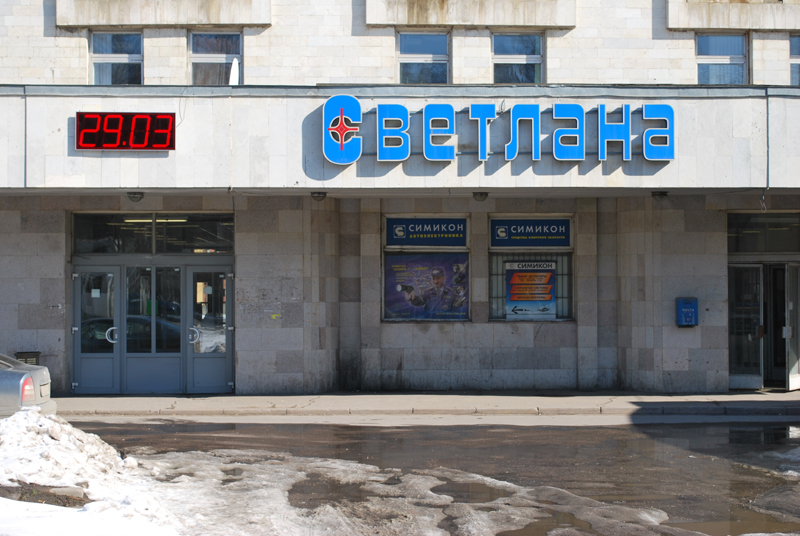
Проходная завода со стороны проспекта Энгельса

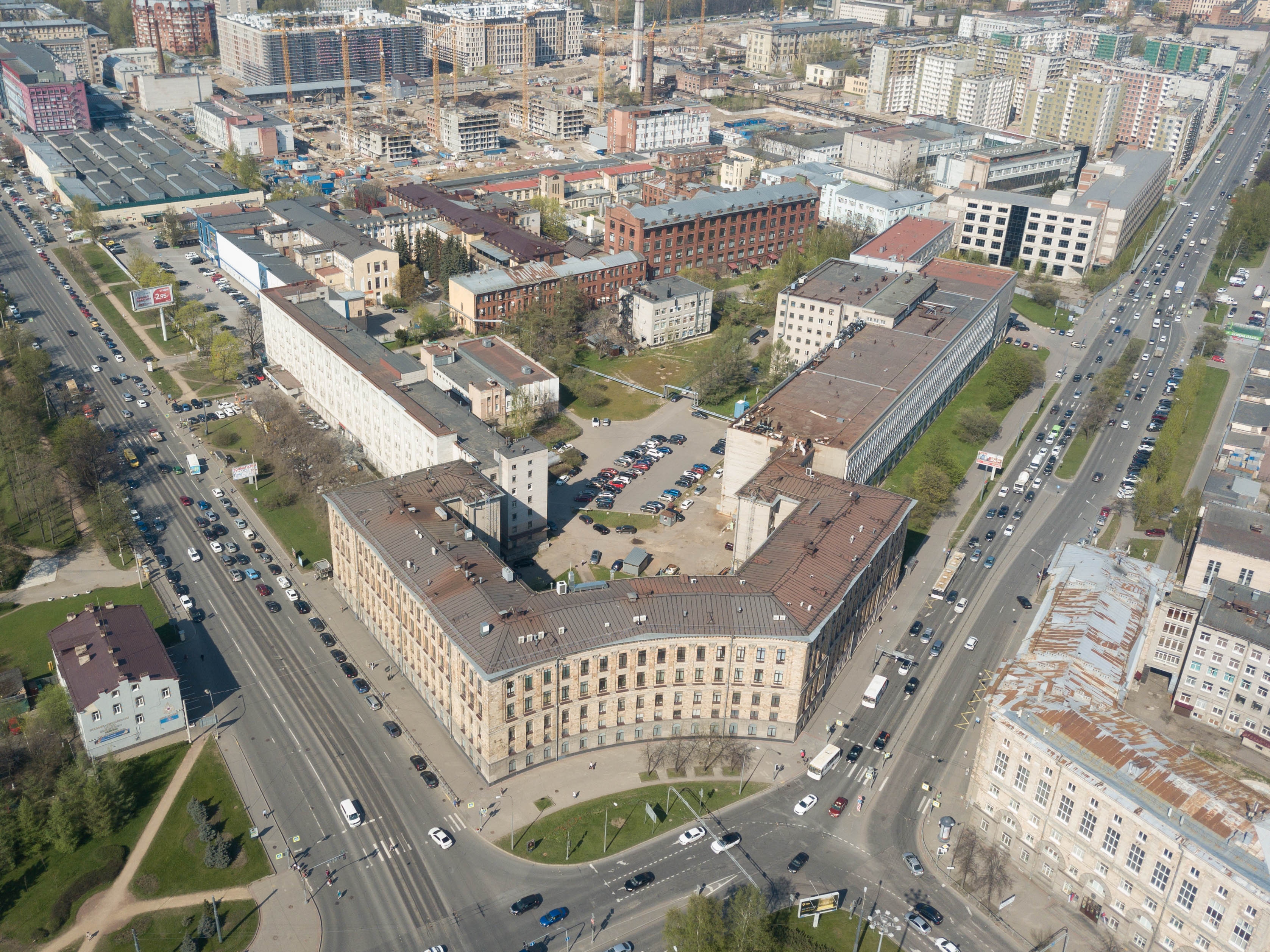
Территория завода на май 2021 года, окружённая новостройками

Прежде основная площадка предприятия занимала обширную территорию, ограниченную проспектом Энгельса, Светлановской площадью, Светлановским проспектом, проспектом Тореза и Манчестерской улицей.
В честь предприятия получили названия Светлановская площадь, Светлановский проспект, а в 1990-е годы и муниципальное образование «Светлановское».

## История[3]

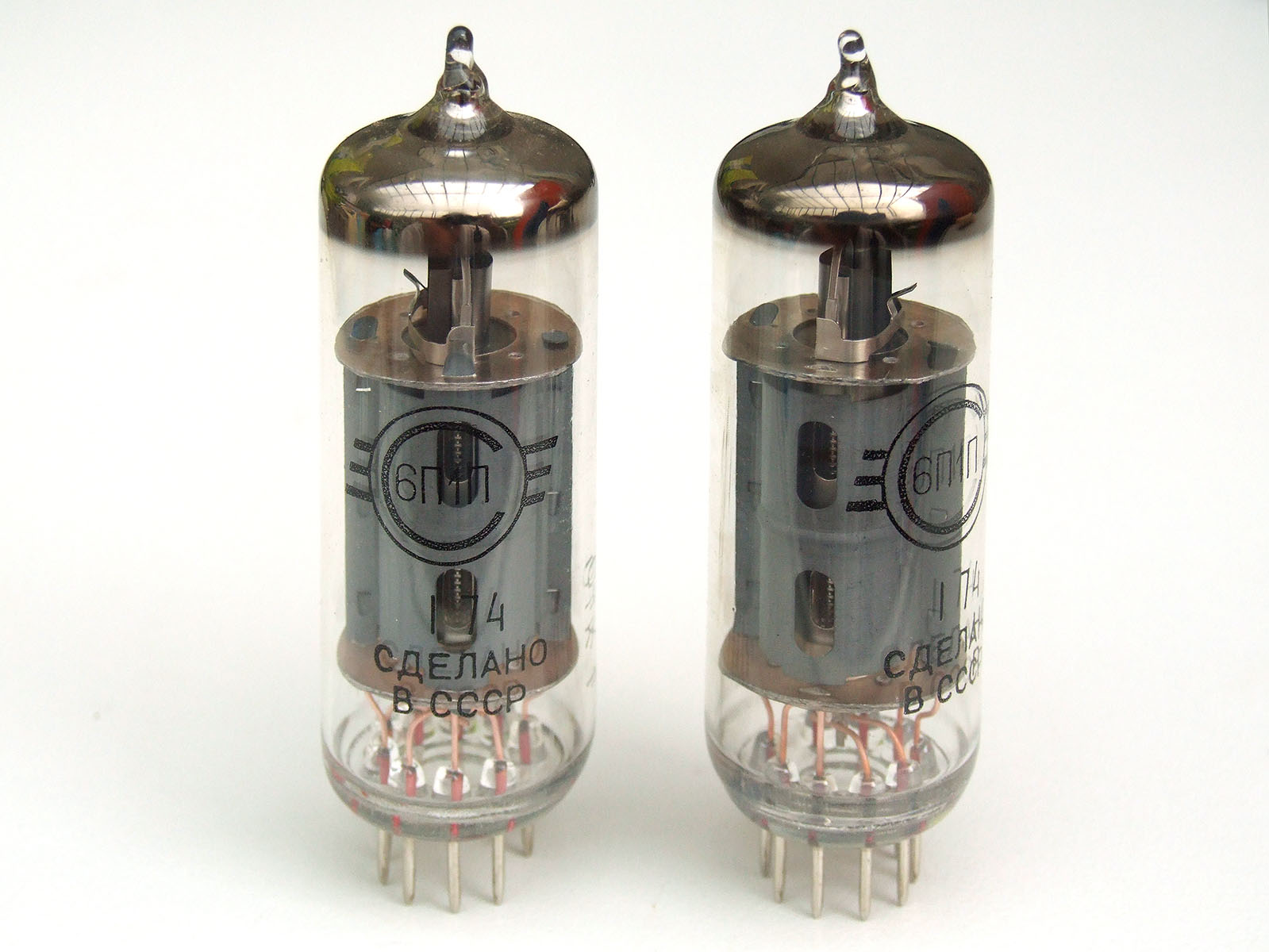
Лампа «Светлана» 6П1П

Фирма основана в 1889 году и начинала свою деятельность с мастерской по изготовлению папиросных гильз.
Отделение осветительных электроламп «Светлана» (по легенде названо по имени дочери владельца предприятия, на самом деле это аббревиатура Световые лампы накаливания) было создано в машиностроительном акционерном обществе «Я. М. Айваз», выпускавшем гильзонабивочные машины для папиросных фабрик, в 1913 году. В 1914 году в акционерном обществе были: завод оружейных прицелов (600 рабочих), завод табачных машин (400 рабочих) и отделение (отдел) «Светлана» (250 рабочих). Отдел ламп выпускал папиросо-набивочные, гильзовые и бандерольные машины, лампочки, ружейные принадлежности, взрывчатку, дистанционные трубки.

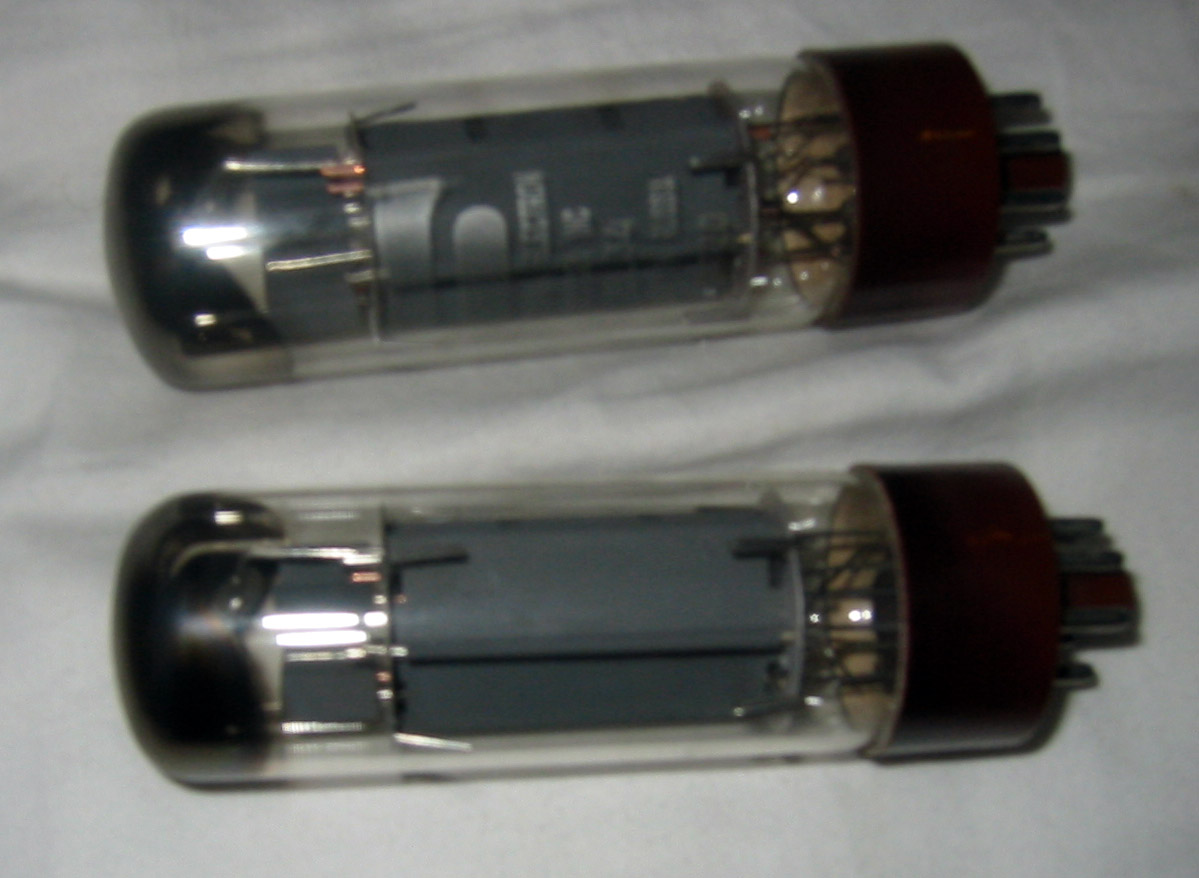
лампа Светлана EL34

Постановлением ВСНХ от 18.01.1919 года отделение «Светлана» бывшего АО машиностроительных заводов «Я. М. Айваз» было национализировано, постановлением от 19.03.1919 года передано в ведение треста сильного тока.
В 1920 году отделение преобразовано в завод электрических ламп накаливания «Светлана» в ведении cекции «Электролампа». Постановлением СТО завод «Светлана» отнесён к предприятиям, работающим на оборону.
Впервые в СССР в 1928 году на этом предприятии был организован выпуск радиоламп. 22 мая 1928 года в состав завода вошли электровакуумный завод и лаборатория С. А. Векшинского.
Переименован в завод № 211 5-го Главного управления Наркомата оборонной промышленности. В 1937 году в состав завода № 211 включен завод «Октябрь» 5-го Главного управления на правах филиала, но в апреле 1938 года он выделен в самостоятельный завод № 396 НКОП.
В связи с необходимостью увеличения выпуска радиоламп на завод переведено электровакуумное производство ЦРЛ и предписано к началу 1938 года закончить реконструкцию завода, создав мощности по производству приемно-усилительных ламп (в том числе американских) в объеме 12,3 млн шт. в год. Для реализации договора об иностранной технической помощи с фирмой «RCA», повышения качества средств вооружения РККА и внедрения американского опыта производства радиоламп и радиоаппаратуры заводу выдано задание выпустить в 1937 году 1,9 млн приемоусилительных металлических ламп и организовать к 1 июля 1937 года машиностроительный цех для изготовления станков лампового производства по американским образцам. К концу 1937 года на заводе было запланировано выпускать лампы коммутаторные, лампы генераторные, газотроны, кенотроны и лампы накаливания для карманных фонарей.
В 1930—1931 годах создан первый тетроид (тетрод) СО-44, затем — СТ-80, СО-95. В 1938 году начат выпуск иконоскопов (передающих телевизионных трубок). В 1939 году налажен выпуск генераторной лампы ИГ-8 для радиолокационной станции РУС-2 «Редут». Начато производство аварийных газосветных ламп в 1941 году. Всего в период 1933—1941 годов разработано и освоено в серии около 500 видов электровакуумных приборов.
В 1941 году завод освоил производство корпусов 82-мм и 120-мм мин, 76-мм снарядов, деталей для М-13 и взрыватели МВ-5.
В марте 1941 года при заводе организовано Спецбюро под руководством С. А. Векшинского.
С 19 июля 1941 года начала эвакуация первой очереди завода (542 единиц оборудования). В августе-сентябре 1941 года основная часть завода (около 60 % оборудования и 415 сотрудников, в том числе 115 инженерно-технических работников; всего 226 вагонов) эвакуирована в Новосибирск на площадку водочного завода и в помещения Дворца труда, при этом образован филиал завода. По приказу НКЭП филиал в Новосибирске реорганизован в самостоятельный завод № 617 НКЭП.
Оставшаяся часть завода осталась в Ленинграде под своим наименованием, выпуская боеприпасы. С начала декабря по апрель 1942 года завод не работал из-за отсутствия электроэнергии.
Решением СНК от 26 декабря 1941 года с завода № 211 в Москву командировано 150 человек рабочих, инженеров и оборудования для организации выпуска радиоламп на МЭЛЗ. В январе 1942 года заводу утвержден план по выпуску 24 тыс. ламп СО-243, 250 тыс. взрывателей МВ-5.
В соответствии с постановлениями ГКО в 1945 году на завод № 211 с венского радиолампового завода фирмы «Wiener Radiowerke» и инструментального завода было вывезено оборудование по производству радиоламп, вывезено оборудование с завода «Siemens & Halske» в Вене, оборудование по производству генераторных и специальных радиоламп, кенотронов и рентгеновских трубок с завода фирмы AEG в Берлине, часть оборудования по производству радиоламп и радиоальтиметров с завода фирмы «Kremser Werke AG» в Кремсе-на-Дунае, оборудование по производству радиоламп с завода фирмы «Telefunken» в Эрфурте.
С марта 1946 года завод № 211 находился в ведении 7-го Главного управления министерства электротехнической промышленности СССР. В июле 1946 года завод передан в ведение 5-го Главного управления министерства промышленности средств связи. При заводе создано ОКБ-211.
В 1947 году на заводе организовано производство первых советских металлокерамических ламп. В 1949 году в состав завода в качестве подразделения включен завод рентгеновских приборов № 461. При заводе создано КБ машиностроения ОКБ-211.
С 1952 года — предприятие в ведении министерства электростанций и электропромышленности, с 1954 года — министерства радиопромышленности, с 1957 года — в ведении Управления радиотехнической промышленности Ленинградского совнархоза. Для служебной переписки завод имел наименование предприятие «п/я 729».
В 1955 году по решению правительства на заводе созданы подразделения по разработке и производству полупроводников, в декабре начал работу первый в СССР цех по серийному производству транзисторов.
В 1962 году на базе завода как головного предприятия создано Ленинградское объединение электронного приборостроения «Светлана» (ЛОЭП; в ведении Государственного комитета Совета Министров СССР по электронной технике) в составе завода «Светлана» с филиалами, ОКБ МГП, ОКБ машиностроения, ОКБ электронных приборов, ОКБ рентгеновских приборов, завода «Онего» в Петрозаводске и Маловишерского стекольного завода.
В 1964 году завод «Светлана» как режимное предприятие получил условное наименование «п/я А-1632». ЛОЭП «Светлана» имело условное наименование «п/я Х-5263».
В 1970 году на территории завода установлена памятная стела из искусственного камня с рельефом (автор Э. Х. Насибулин). На тыльной стороне стелы надпись: «1941—1945. Энгельсовцам, ушедшим отсюда в бой, рабочим, юным и старикам, погибшим, но вечно живым. Всем победившим блокаду — смены грядущей любовь бесконечна».
В 1972 году в состав объединения было включено Ленинградское Конструкторское Бюро (ЛКБ), ориентированное на проектирование и производство интегральных схем высокого уровня интеграции и создание аппаратуры на их основе. Первым изделием такого рода стал калькулятор "Электроника 24-71", названный так в честь ХХIV съезда КПСС в 1971 году. В 1973 году ЛКБ объединяется с полупроводниковым КБ завода и получает название Ленинградское конструкторско-технологическое бюро (ЛКТБ), назначением которого становятся дальнейшее развитие калькуляторного направления, а также разработка и освоение в производстве микропроцессоров, микропроцессорных модулей, микро-ЭВМ и аппаратуры и систем на их основе.
В 1975 году предприятием разработана первая в стране 16-разрядная настольная ЭВМ "Электроника С5-01" на советских интегральных схемах, в 1976 году - первая советская одноплатная микро-ЭВМ "Электроника С5-11", в 1977 году - первый в стране комплект микропроцессорных модулей Электроника С5-12ХХ", поставляемый по прямым договорам с ЛОЭП "Светлана", в 1979 году создана первая в стране однокристальная микро-ЭВМ "Электроника С5-31".
Другими подразделениями созданы и освоены в производстве приборы для радиолокации «Заслон-М», «Бук-М», «Спираль», «Сова», «С-27У СВЧ», «Копье», «Панцирь-С1».

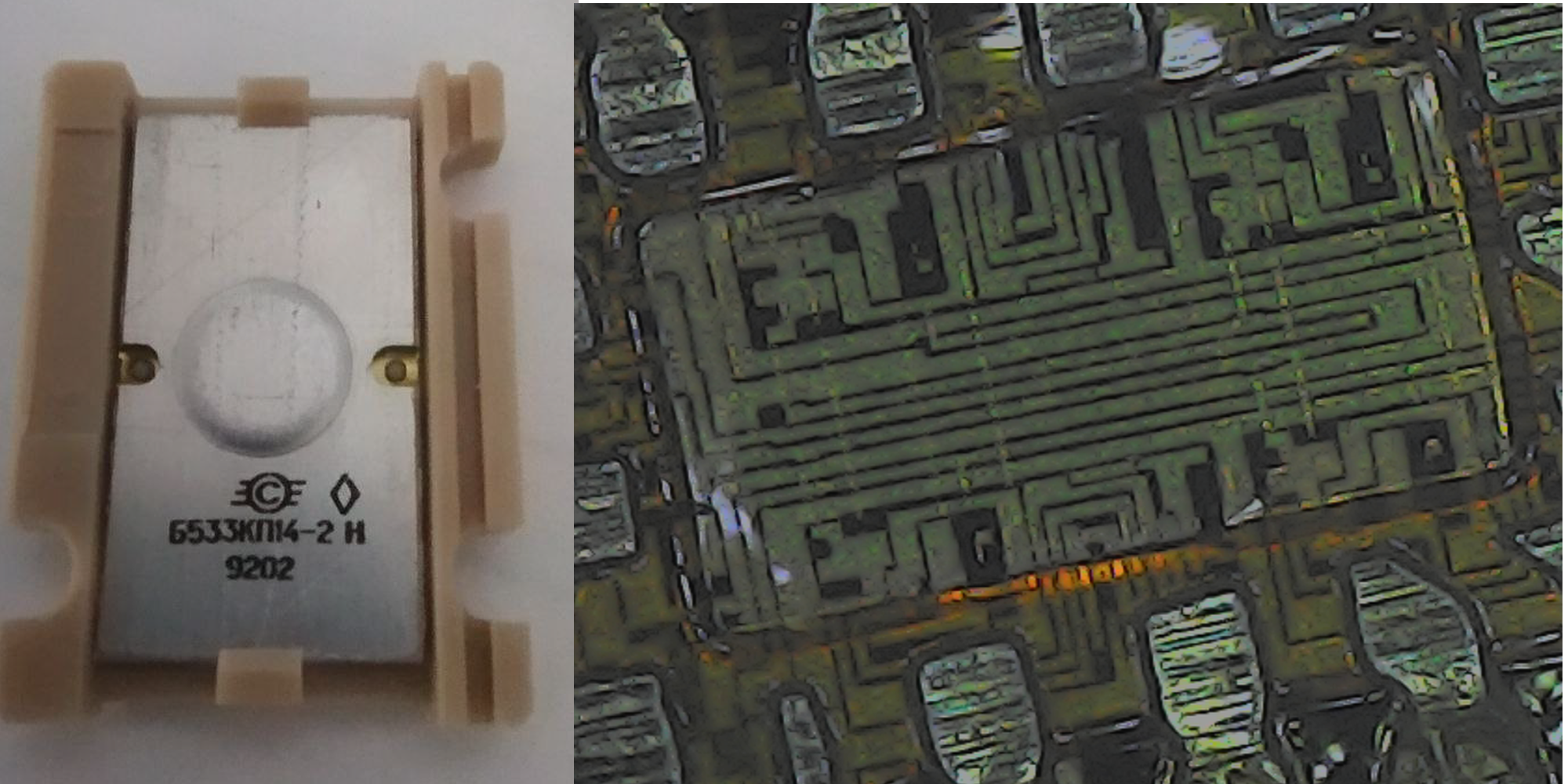
Бескорпусная микросхема Б533КП14-2 (четырехразрядный селектор 2-1 с тремя устойчивыми состояниями с инверсными выходами) и ее топология

В 1996 году инженеры объединения основали завод по производству компонентов систем противопожарной автоматики ООО «ИРСЭТ-Центр», а в 2000 году — ЗАО «Светлана-Оптоэлектроника» для научных разработок и производства полупроводниковых оптоэлектронных приборов. Оба юрлица, связанные одним управлением, к 2017—2020 годам признаны банкротами ввиду срыва изготовления заказов (в результате санкций с 2014 году).
В 1999 году на базе ряда промышленных производств приказом министерства науки создан специализированный инновационно-промышленный комплекс (ИПК) «Светлана».

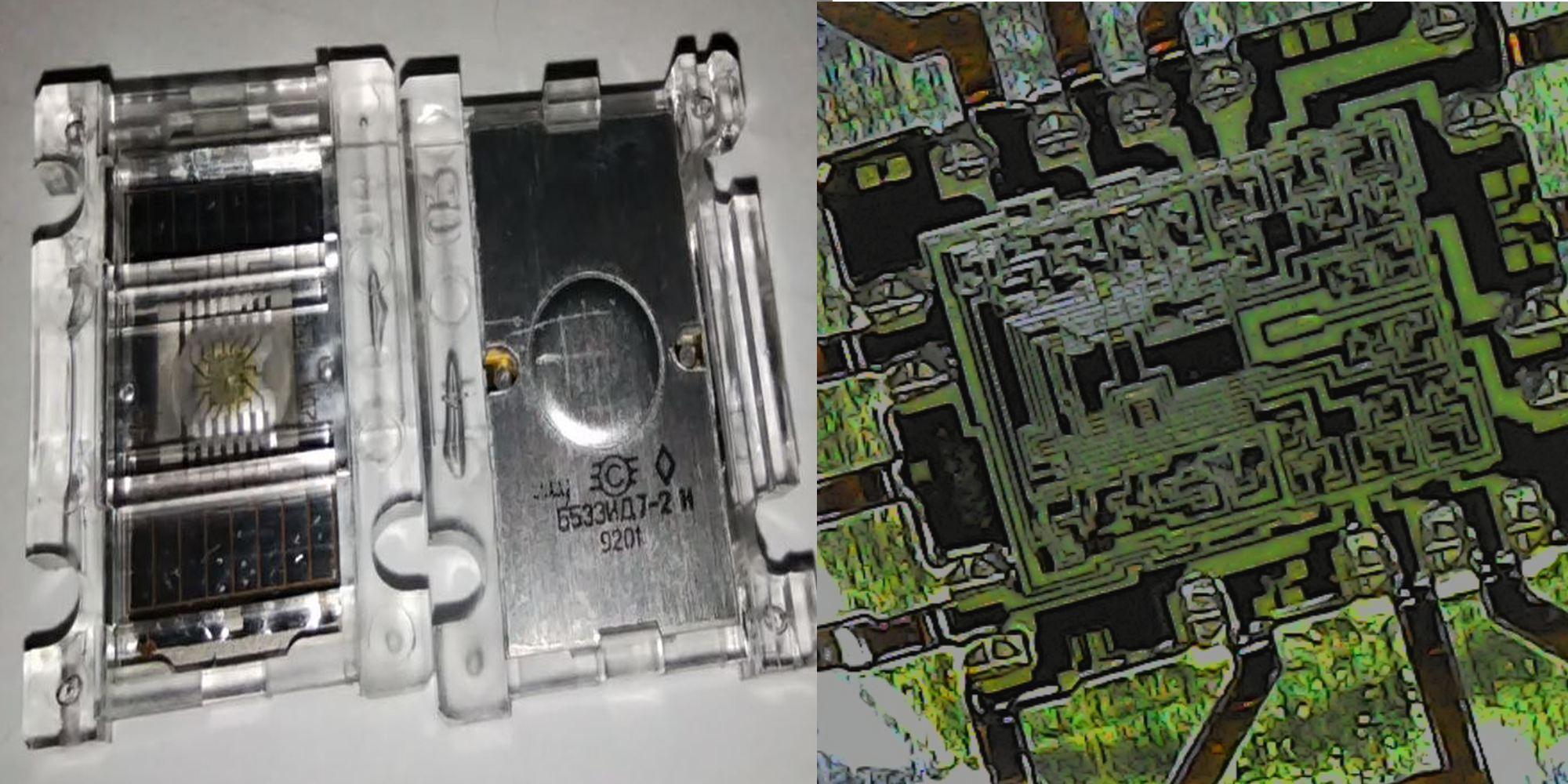
Бескорпусная микросхема Б533ИД7-2(двоичный дешифратор на восемь направлений) и её топология

В 2007 году созданы первые российские энергосберегающие светодиодные светильники белого света мощностью 10 Вт и 20 Вт.
В 2012 году предприятие повысило объём продаж своей продукции с 1,12 млрд р. до 1,85 млрд р. Прибыль предприятия возросла до 223,39 млн руб.
В 2014 году с конвейера дочернего предприятия ОАО «Светлана-ЛЕД» сошёл 30-миллионный одноваттный светодиод. В 2014 году также состоялось празднование 100-летия первой лампочки накаливания, выпущенной на заводе «Светлана».
В 2017 году предприятие объявило о планах сокращения своего имущества — около 100 тысяч м² территории в районе Светлановской площади, детский лагерь в посёлке Рощино Ленобласти, другой лагерь в Новгородской области, а также — часть территории «Светлана-Рентген» в городе Бабаево под Вологдой. На вырученные средства планируется произвести строительство новой инфраструктуры и обновление оборудования. Необходимость таких мер объясняется тем, что чистая прибыль «Светланы» упала с 250 млн до 17 млн за 2015 год.
В 2019 году на части территории завода началось возведение жилого комплекса. В том же году «Маловишерский стекольный завод» приобретён новым собственником.

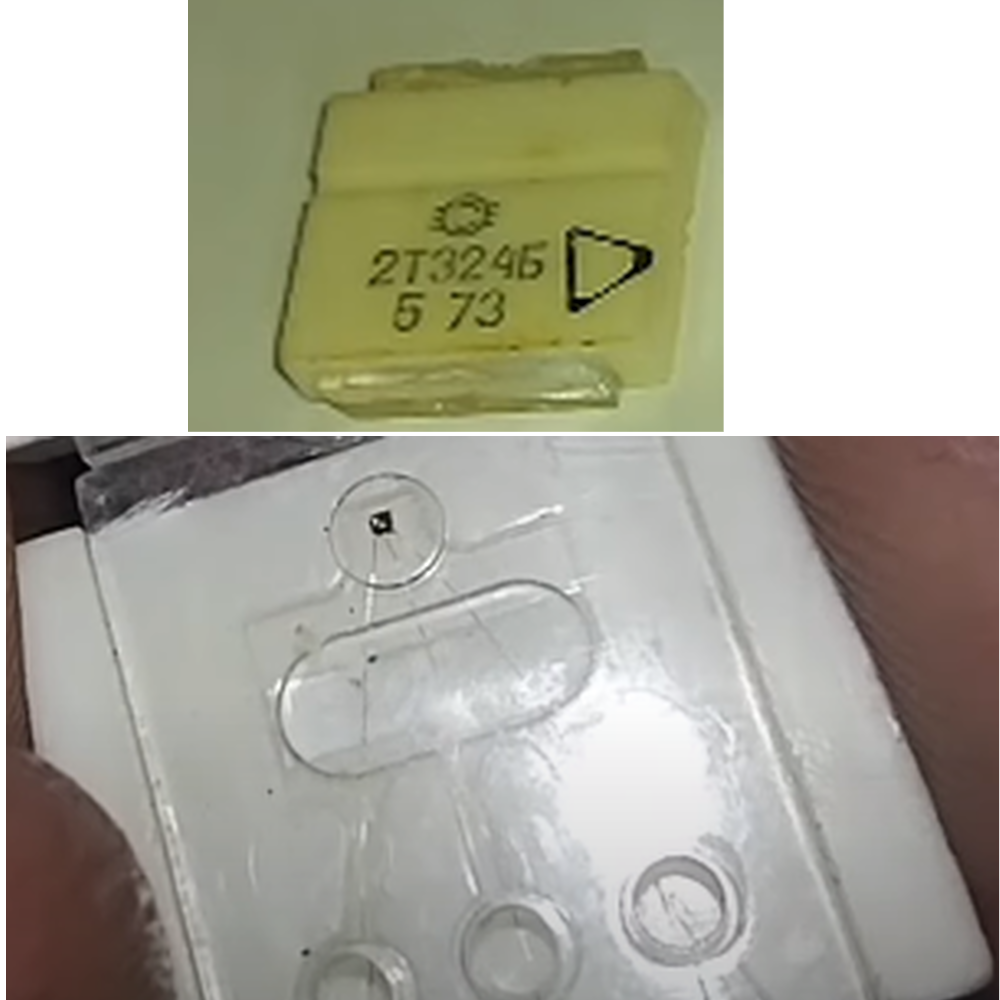
Бескорпусной кремниевый транзистор 2Т324Б в сопроводительной таре для гибридных микросхем (самый маленький выводной из найденных)

На здании предприятия на углу проспектов Светлановского и Тореза была установлена скульптура «Электроника» (скульптор В. Г. Козенюк), олицетворяющая вечное движение науки вперед, размером 8×3,5 м. По причине жилищной застройки данное здание было снесено, скульптура была демонтирована, однако в 2022 году вновь установлена на доме № 27 по проспекту Энгельса.

## Структура
Дочерние предприятия:
- АО «С. Е. Д.-СПб» — основано в 1992 году. Занимается производством мощных генераторных и модуляторных ламп.
- АО «Светлана-Рентген» — создано в 1993 году. Разработка, производство и сбыт рентгеновских трубок различного применения. Единственное предприятие в СССР, изучающее гамма-излучение. Продукция компании экспортируется более чем в 30 государств.
- АО «Светлана-Электронприбор» — создано в 1993 году. Обеспечивает разработку и производство устройств для радиолокационных систем различного назначения[13].

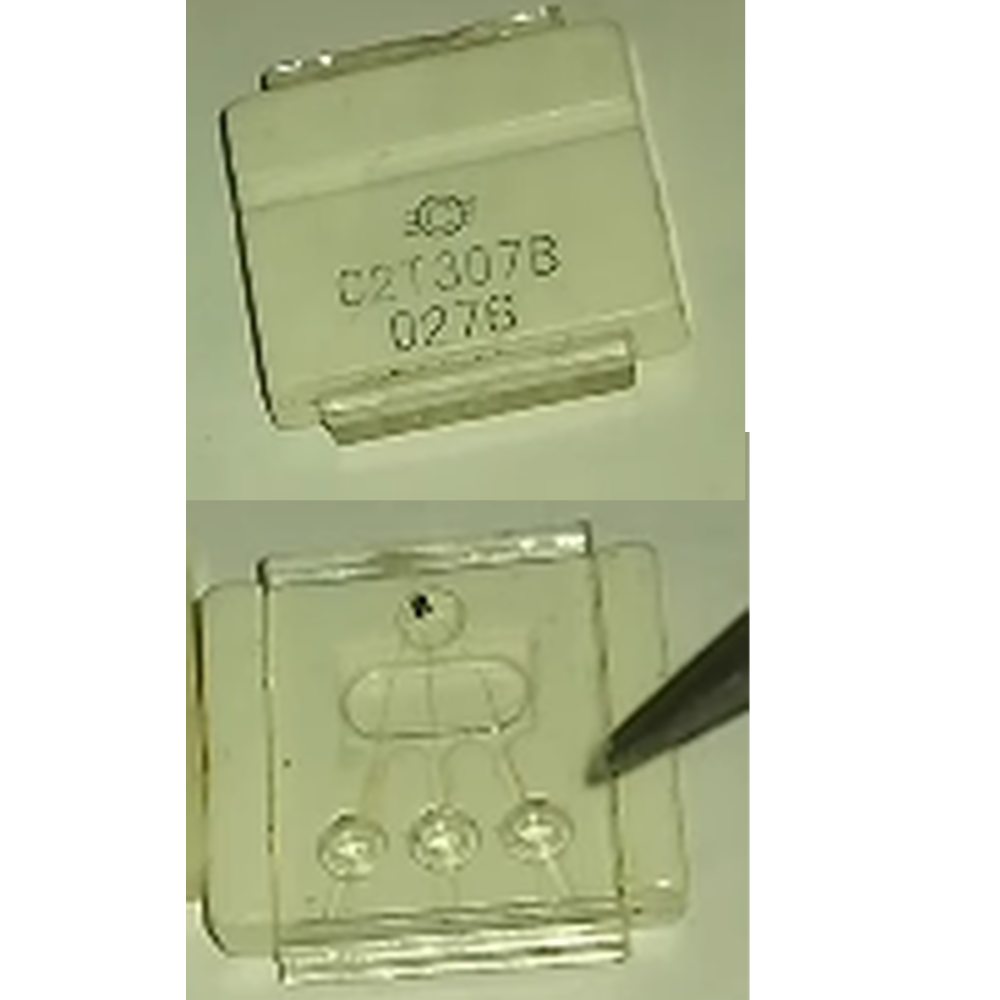
Бескорпусной кремниевый транзистор С2Т307В в сопроводительной таре

- ООО «Энергетик».

## Научно-исследовательская работа

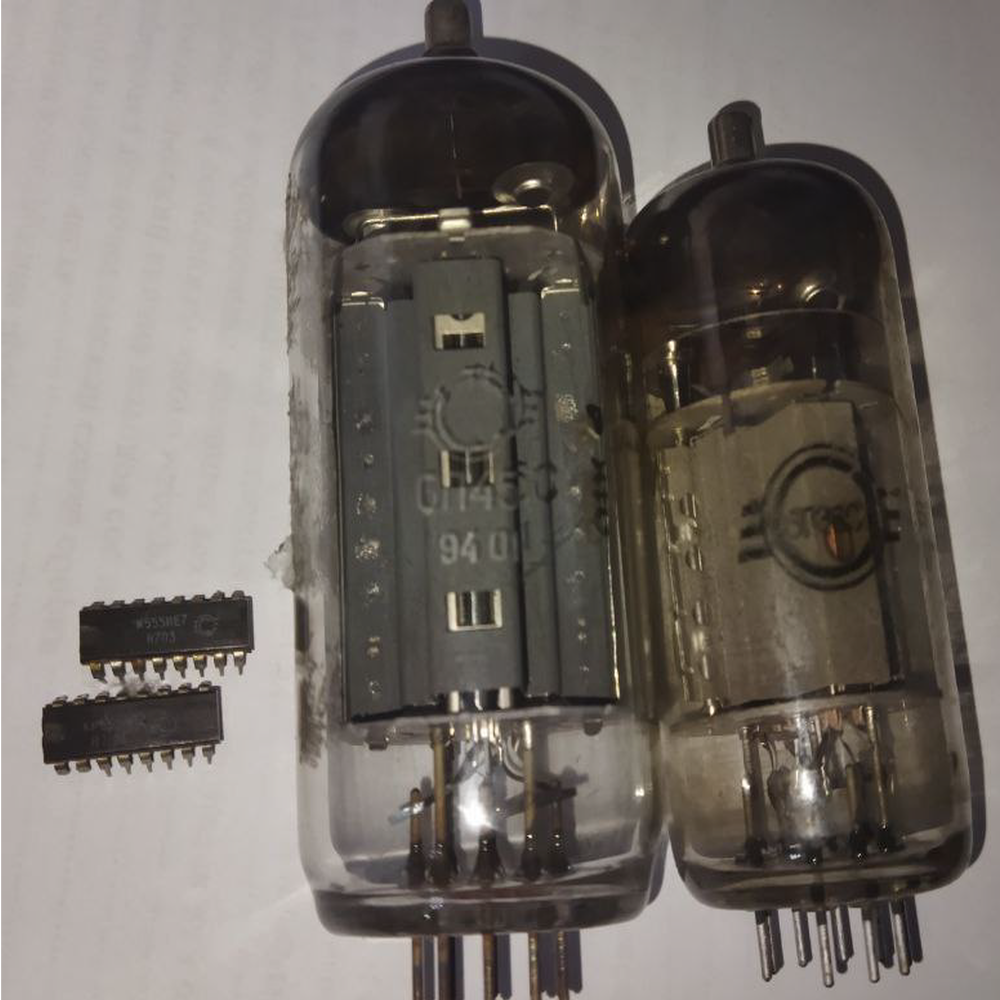
Выходные лучевые тетроды 6П45С (1994г) и 6П36С на фоне микросхем К555ИЕ7 и К559ИП2 (1987г)

Отраслевая вакуумная лаборатория 22 мая 1928 года вошла в состав завода «Светлана». В 1933 году получила наименование Отраслевая вакуумная лаборатория. Перед войной занималась мощными генераторными лампами. С началом войны частью переведена в Новосибирск, часть в Ташкент. В 1943 году решено лабораторию в составе 100 человек перевести из Новосибирска и Ташкента частично в Москву на завод № 632 и частично в Щелково на завод № 747.
Спецбюро завода № 211 НКЭП организовано для получения метода нахождения состава сплавов и сталей с заданными свойствами. С началом войны в период 21—25 июля 1941 года Спецбюро было эвакуировано на станцию Ивантеевка Ярославской железной дороги.
ОКБ-211 МПСС при заводе № 211 (ОКБ завода «Светлана») создано в 1946 году для работ по специальным электронным и ионным приборам для радиолокации. Спроектировало лампы Г-5РА, −15РА (1949 год), эндотрон B-1F для РЛС «Перископ», ЭВП для РЛС «Дарьял».
СКТБ ЛОЭП «Светлана» (Ленинградское конструкторско-технологическое бюро при ЛОЭП «Светлана») совместно с Институтом кибернетики АН УССР в 1974 году создало микроЭВМ широкого назначения «Электроника С5», в 1975 году — «Электроника» С5-11, С5-21 и первую в стране 16-разрядную настольную ЭВМ на больших интегральных схемах с МОП-транзисторами, в 1979 году — первую советскую однокристальную 16-разрядную микроЭВМ. Затем ЛКТП перепрофилировано на разработку цифро-аналоговых преобразователей.

## Продукция
- Папиросные машины; лампы накаливания, коммутаторные, генераторные, газотроны, кенотроны, для карманных фонарей; СО-118, СБ-147. Радиолампы: 6С5, 6К7, 6Ф5М, 5И4, 829-В, 6F5, 6V6, В-13/30, ТМ-1 (LG-446) (1949 год); виброустойчивые 6АС7, 6AG7, 6Б4Ж, 6SJ7, 829-В, 884 (1949 год). СВЧ-приборы: клистроны: 2К25, 2К48. Транзисторы: точечные С1, С2 (1956-60), плоскостные П1, П2, П3 (1956-60). Трубка 17ЛО; тиратрон ТГИ1-50; игнитроны; вторичноэлектронный умножитель ВЭУ-6, фотоэлементы, фотоэлектронные умножители; рентгеновские трубки; герконы; фильтры пьезоэлектрические. Ручные гранаты и взрыватели (в годы ВОВ).

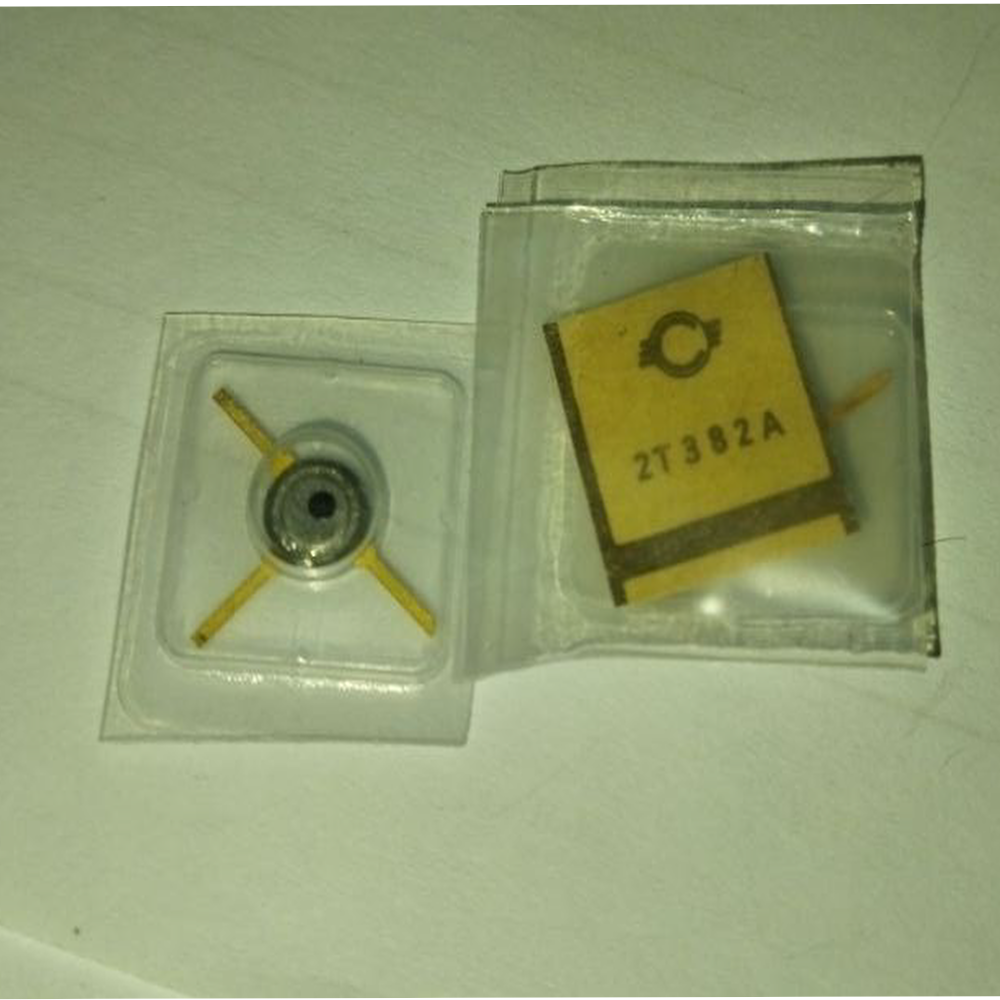
УВЧ кремниевые эпитаксиально-планарные транзисторы 2Т382А для работы на частотах до 400МГц

- В 1955 году по решению правительства на заводе «Светлана» созданы подразделения по разработке и производству полупроводников. С 1957 года проводится самостоятельная разработка германиевых и кремниевых транзисторов. Разработаны: генератор на диоде Ганна для корабельной РЛС «Фрегат»; транзисторы для аппаратуры «Лиман», «Енисей», для бортовой аппаратуры космических аппаратов; биполярные транзисторы 2Т201 2Т306, 2Т307, 2Т316, 2Т324, 2Т368, 2Т371, 2Т382, 2Т399. С начала 1970-х годов — разработка и производство цифровых и аналоговых интегральных микросхем на базе биполярной и КМОП-технологий. Созданы микросхемы серий 100-, 500-, 700-, 1500-; 555, 533, 559, 190, 590, 1127 и т. д.

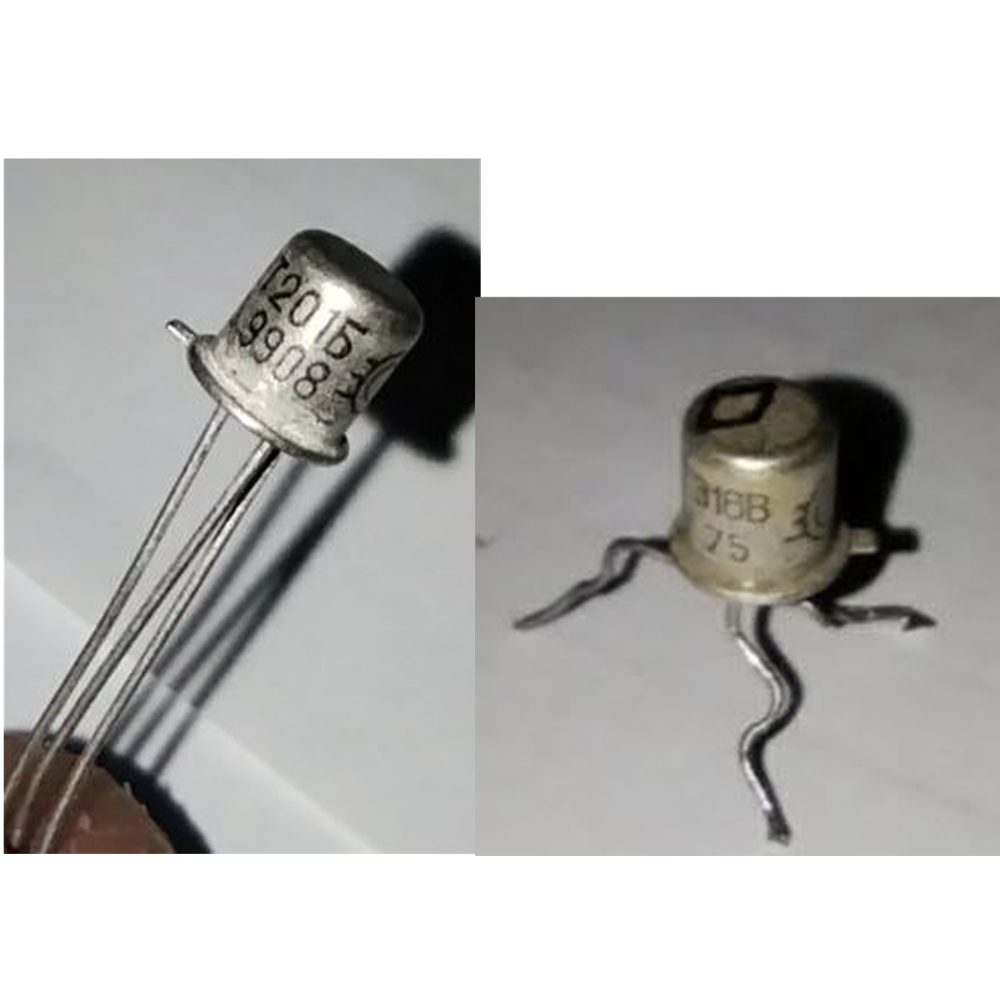
Транзисторы 2Т201Б (1999г) и 2Т316В (1975г)

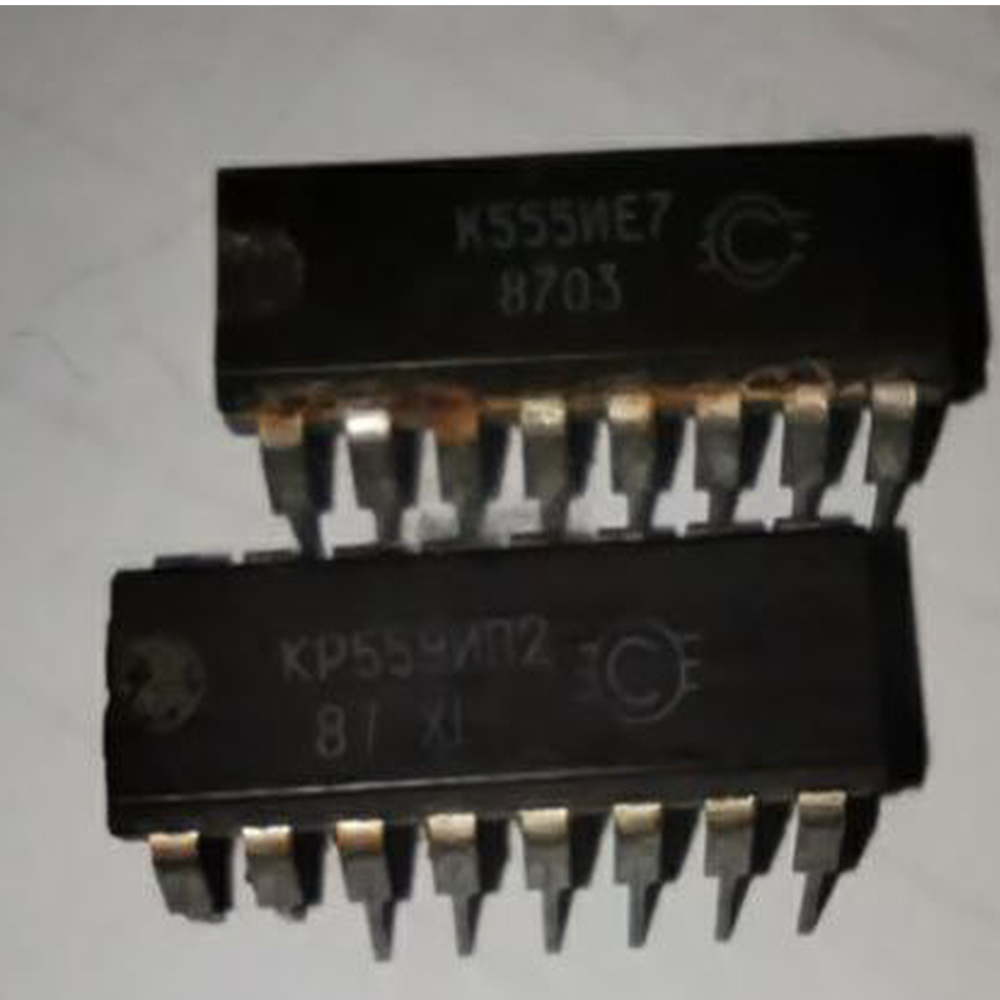
Микросхемы К555ИЕ7 Синхронный реверсивный двоичный счетчик с параллельной загрузкой (SN74LS193N)) и КР559ИП2 (4 магистральных приемника 4*2ИЛИ-НЕ)

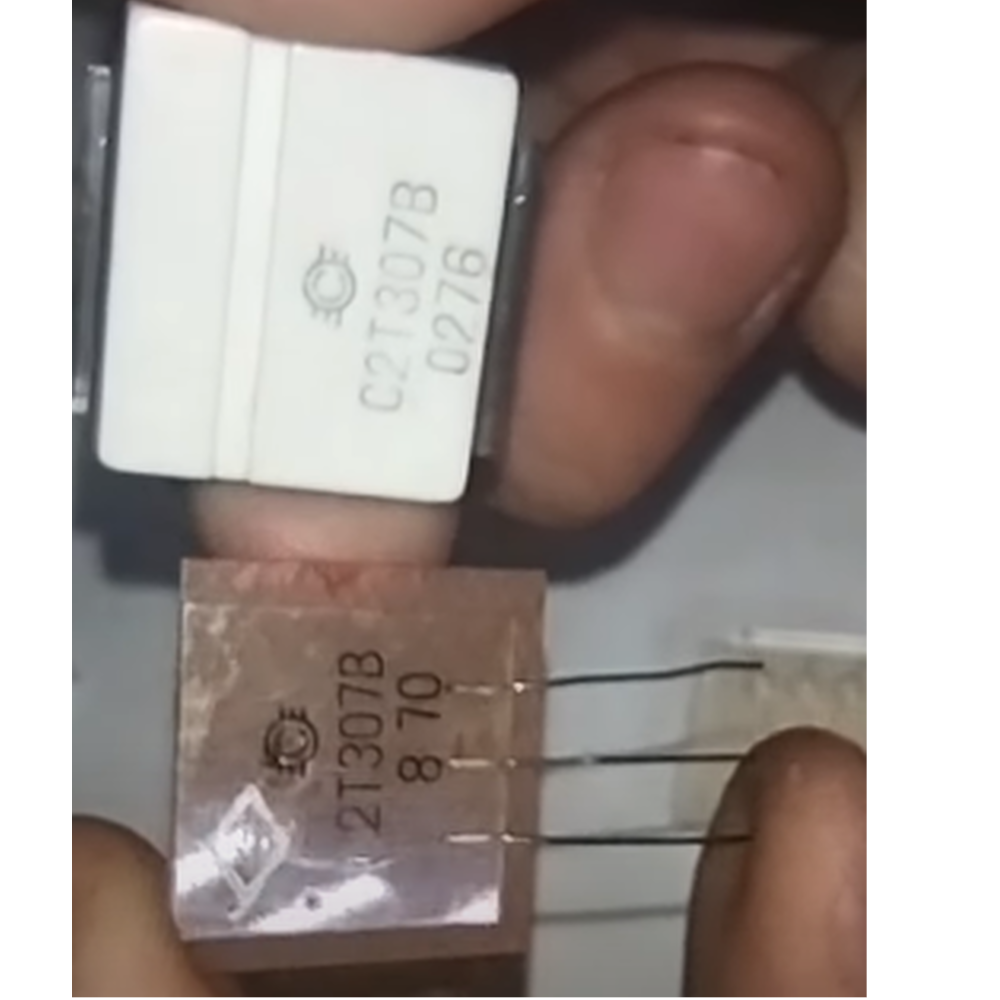
Бескорпусные транзисторы С2Т307В и 2Т307В для гибридных микросхем в разных сопроводительных тарах

- Работы по заказу НИИ-400 МСП (НИИ «Гидроприбор», разработка новых образцов торпедного, минного, противолодочного и противоминного оружия) по созданию радиоламп 12Ж1-Л и 12Р-2000 (тема Б-III-1 «Клязьма», 1949 год).

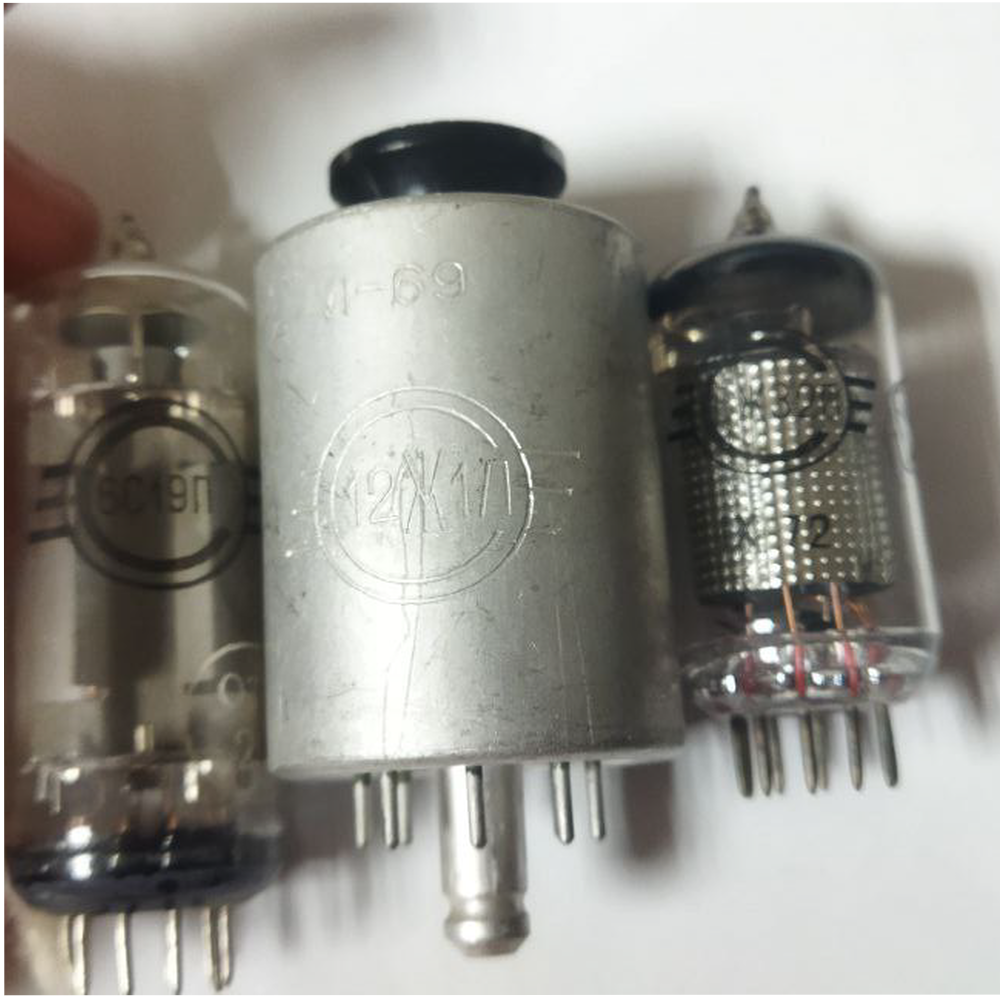
Триод 6С19П (1969г) и пентоды 12Ж1Л (1969г) и 6Ж32П (1972г) производства «Светлана»

- Разработка радиоламп 6Ж1Л, 6К1Л и 12К1Л «Лес» (тема № 42, 1950 год).
- Разработка элементной базы для ЭВМ серии «Эльбрус» (1970 год).
- Разработка элементной базы для аппаратуры зенитно-ракетных комплексов серии С-300.

## Награды
За большой вклад в укрепление обороноспособности и развитие различных отраслей народного хозяйства страны «Светлана» награждена двумя орденами Ленина и двумя орденами Трудового Красного Знамени. 56 специалистов «Светланы» удостоены высокого звания лауреатов Ленинской и Государственной премий, 7 человек — звания Героя Социалистического Труда. Бывший директор предприятия Филатов, Олег Васильевич является дважды Героем Социалистического Труда.
В 2014 году ОАО «Светлана» стало лауреатом Всероссийского конкурса «Лидеры российского бизнеса: динамика и ответственность — 2013» в специальной номинации «За достижения в области охраны труда и здоровья работников».
В 2014 году на предприятии впервые в России была разработана промышленная технология производства монокристаллов и подложек полуизолирующих карбида кремния для создания сверхвысокочастотной электронной компонентной базы. Разработанные подложки могут использоваться для создания плёнок графена, который может служить возможной заменой кремния в интегральных микросхемах. Подложки и монокристаллы будут поставляться на такие предприятия, как «Светлана-Рост», «Элма—Малахит», ФТИ им. А. Ф. Иоффе РАН и Сибирское отделение РАН.

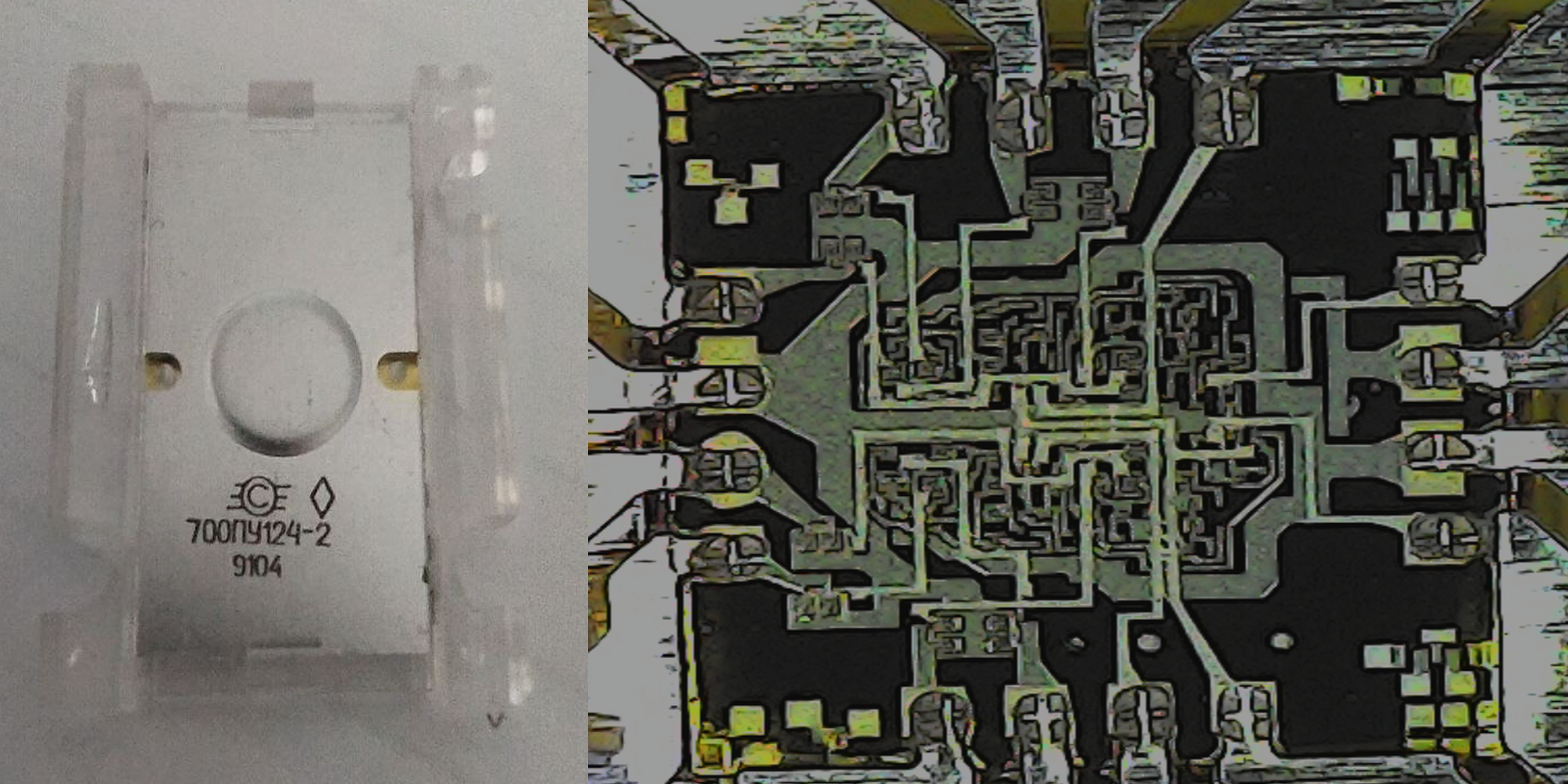
Бескорпусная микросхема 700ПУ124-2 (Преобразователь уровня ТТЛ-ЭСЛ) и её топология

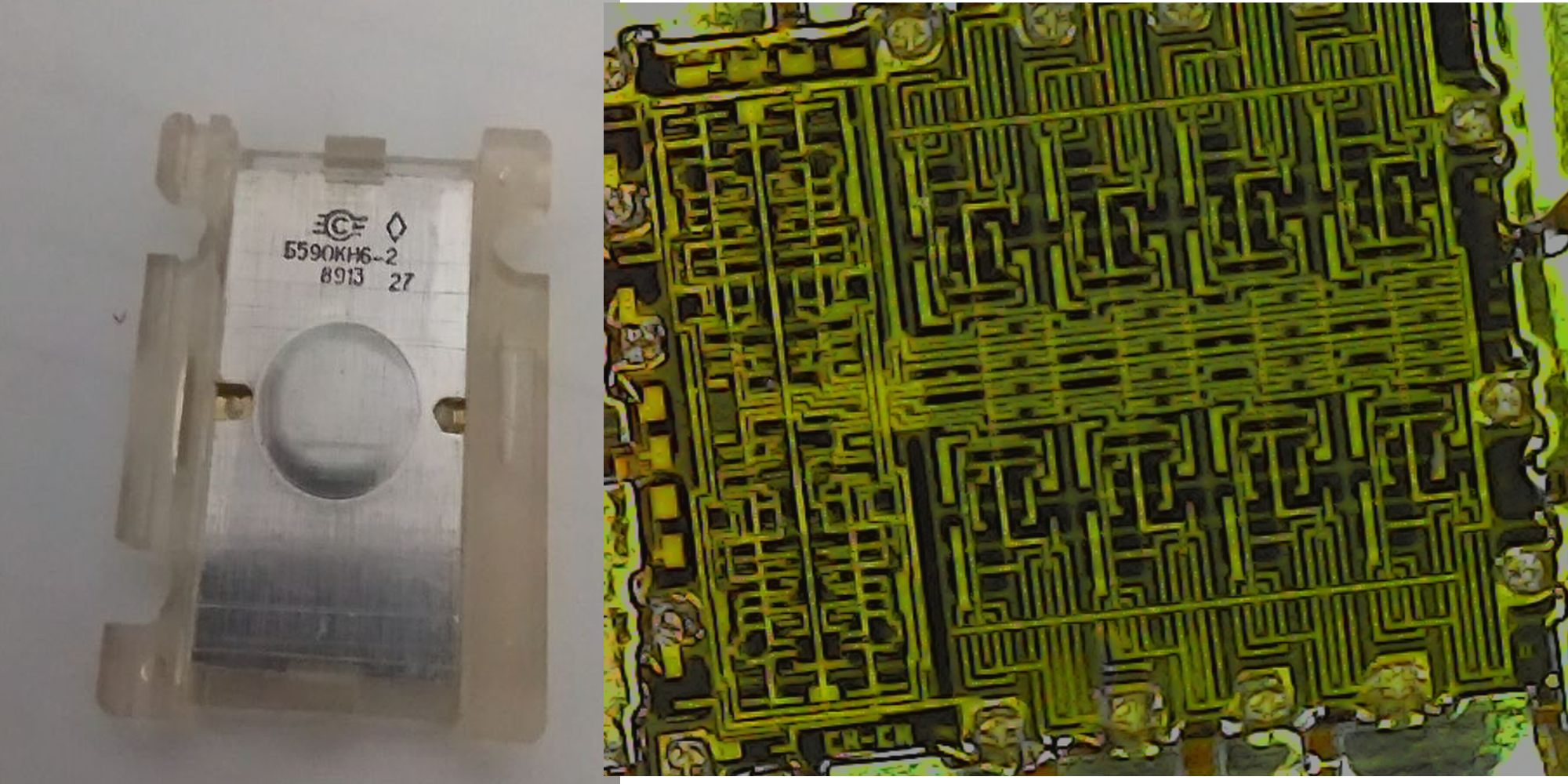
Бескорпусная микросхема Б590КН6-2 (8-канальный аналоговый коммутатор) в сопроводительной таре и её топология

## Директора
- 1961—1969 — И. И. Каминский.
- 1969—1988 — О. В. Филатов.
- 1988—1991 — Г. С. Хижа.
- 1991—1993 — Щукин Геннадий Анатольевич (22 июня 1950 — 1 января 1993).
- 1993—1994 — В. Е. Башкатов.
- 1994—2014 — В. В. Попов.
- 2014 — наст. время — Н. Ю. Гладков.